# Gordon Hessler
Pour les articles homonymes, voir Hessler.
Gordon Hessler est un réalisateur américain d'origine allemande né le 12 décembre 1930 à Berlin et mort le 19 janvier 2014 à Londres.

## Filmographie
- 1965 : Catacombs (en)
- 1969 : The Last Shot You Hear (en)
- 1969 : Le Cercueil vivant (The Oblong Box)
- 1969 : Le Divin Marquis de Sade (De Sade)
- 1970 : Lâchez les monstres (Scream and Scream Again)
- 1970 : La Terreur des Banshee ou Les Crocs de Satan (Cry of the Banshee)
- 1971 : Double Assassinat dans la rue Morgue (Murders in the Rue Morgue)
- 1972 : Du rififi à l'ambassade ou Baraka à Beyrouth (Embassy)
- 1973 : Medusa (en)
- 1973 : Scream, Pretty Peggy (en) (TV)
- 1974 : Panique dans le téléphérique (Skyway to Death) (TV)
- 1974 : Hitchhike! (TV)
- 1974 : A Cry in the Wilderness (TV)
- 1974 : Le Voyage fantastique de Sinbad (The Golden Voyage of Sinbad)
- 1974 : Betrayal (TV)
- 1976 : Atraco en la jungla (Double Cross)
- 1977 : The Strange Possession of Mrs. Oliver (TV)
- 1978 : Puzzle (TV)
- 1978 : Secrets of Three Hungry Wives (TV)
- 1978 : Kiss contre les fantômes (KISS Meets the Phantom of the Park) (TV)
- 1979 : Bizarre, bizarre (Tales of the Unexpected) (TV)
- 1979 : Little Women (série TV)
- 1980 : The Secret War of Jackie's Girls (TV)
- 1981 : Evil Stalks This House (TV)
- 1984 : Escape from El Diablo
- 1985 : Prière pour un tueur (Pray for Death)
- 1987 : La Rage de l'honneur (en) (Rage of Honor)
- 1987 : Les Panzers de la mort (en) ou Les Roues de la terreur (The Misfit Brigade)
- 1988 : The Girl in a Swing
- 1989 : Liberté provisoire (Out on Bail)
- 1992 : Kabuto